# Maria de Rudenz
Maria di Rudenz (título original en italiano; en español, María de Rudenz) es una ópera en tres actos con música de Gaetano Donizetti y libreto en italiano de Salvatore Cammarano. La ópera se estrenó en el Teatro La Fenice de Venecia el 30 de enero de 1838 obteniendo un fracaso. Parte de la música fue reutilizada para Poliuto y Gabriella di Vergy.
Tras un largo período de olvido volvió a la escena en La Fenice en el año 1981 con Katia Ricciarelli como Maria, y Leo Nucci como Corrado.